# Saint-Germain-Nuelles
Saint-Germain-Nuelles es una comuna francesa situada en el departamento de Ródano, de la región de Auvernia-Ródano-Alpes.

## Historia
Fue creada el 1 de enero de 2013 como una comuna nueva, en aplicación de una resolución del prefecto de Ródano de 12 de noviembre de 2012 con la unión de las comunas de Nuelles y Saint-Germain-sur-l'Arbresle, pasando a estar el ayuntamiento en la antigua comuna de Saint-Germain-sur-l'Arbresle.

## Demografía
| Gráfica de evolución demográfica de Saint-Germain-Nuelles entre 1800 y 2006 |
|                                                                             |

Los datos entre 1800 y 2013 son el resultado de sumar los parciales de las dos comunas que forman la nueva comuna de Saint-Germain-Nuelles, cuyos datos se han cogido de 1800 a 1999, para las comunas de Nuelles Saint-Germain-sur-l'Arbresle y de la página francesa EHESS/Cassini. Los demás datos se han cogido de la página del INSEE.

## Composición
| Antigua comuna               | Código INSEE | Población   | Superficie (km²) | Densidad (hab./km²) |
| ---------------------------- | ------------ | ----------- | ---------------- | ------------------- |
| Nuelles                      | 69144        | 621 (2008)  | 2.02             | 307                 |
| Saint-Germain-sur-l'Arbresle | 69208        | 2021 (2011) | 6.52             | 310                 |